# Ахтубинское муниципальное образование
Ахтубинское муниципальное образование — сельское поселение в Калининском районе Саратовской области Российской Федерации.
Административный центр — село Ахтуба.

## История
Статус и границы сельского поселения установлены Законом Саратовской области от 27 декабря 2004 года № 94-ЗСО «О муниципальных образованиях, входящих в состав Калининского муниципального района».

## Население
| 2010  | 2011  | 2012  | 2013  | 2014  | 2015  | 2016  |
| ----- | ----- | ----- | ----- | ----- | ----- | ----- |
| 1382  | ↘1378 | ↘1355 | ↘1348 | ↗2096 | ↘2074 | ↘2016 |
| 2017  | 2018  | 2019  | 2020  | 2021  |       |       |
| ↘1952 | ↘1870 | ↘1832 | ↘1800 | ↘1674 |       |       |

## Состав сельского поселения
| №  | Населённый пункт  | Тип населённого пункта       | Население |
| -- | ----------------- | ---------------------------- | --------- |
| 1  | Александровка 3-я | село                         | ↘689      |
| 2  | Алексеевский      | посёлок                      | 2         |
| 3  | Ахтуба            | село, административный центр | ↘639      |
| 4  | Белые Ключи       | село                         | ↘84       |
| 5  | Богатовка         | деревня                      | ↘99       |
| 6  | Екатериновский    | посёлок                      | 42        |
| 7  | Ким               | посёлок                      | ↘121      |
| 8  | Крутец            | посёлок                      | 0         |
| 9  | Радушинка         | село                         | ↘124      |
| 10 | Славновка         | село                         | ↘293      |
| 11 | Совино            | посёлок                      | 21        |
| 12 | Шалинка           | деревня                      | 64        |
| 13 | Шубинка           | деревня                      | 17        |
| 14 | Яснополянское     | село                         | 74        |

## Известные уроженцы
- Карпов, Яков Васильевич (1903—19??) — советский военачальник, полковник. Родился в деревне Славновка.
- Шацков, Андрей Георгиевич  (1899—1967) — советский военачальник,  генерал-майор. Родился в селе Радушинка.